# Ислам
Исла́м (араб. الإسلام‎ — «покорность», «предание себя [Единому] Богу»; в устаревшем варианте — магомета́нство) — монотеистическая авраамическая религия; самая молодая и вторая по численности приверженцев, после христианства, мировая религия. Число приверженцев — около 2 млрд человек (2022 год). Приверженцев ислама называют мусульманами.
Ислам возник в VII веке. Его основатель — пророк Мухаммед (570—632). Ислам сохраняет следы влияния иудаизма и христианства, а также некоторые следы воздействия других развитых религий. Влияние иудаизма на ислам особенно заметно в сфере догматики и, в меньшей степени, культа. Помимо разных сект христианства и иудаизма в доисламской Аравии получила развитие автохтонная монотеистическая традиция. На северо-западных территориях уже в VI веке существовали ханифы, отрицавшие многобожие и поклонение идолам. Среди иудаизированного населения Йемена и Йамамы появляется течение рахманитов, которые противопоставляли языческим племенным божествам единого Бога Рахмана. К началу VII века оба течения соединяются, создав аравийское пророческое движение. При жизни Мухаммеда в Аравии действовало не менее пяти пророков. Пророческая деятельность Мухаммеда, которая привела к появлению ислама, стала закономерным следствием этих тенденций.
Священная книга — Коран; второй важнейший источник исламского вероучения и права — сунна, представляющая совокупность преданий (хадис) об изречениях и деяниях пророка Мухаммеда. Основных положений (иман) исламского вероучения (акида) пять: таухид (единобожие), вера в единого Бога — Аллаха), вера в ангелов, в божественные Писания, пророков и 
Судный день (Киямат) (Коран, 1:3/4; 2:285; 4:135/136). Сунниты присоединяют к этим положениям веру в божественное предопределение (кадар и када). Важнейшая особенность разных толков шиизм — учение об имамах — преемниках Мухаммеда. Пяти основным принципам вероучения соответствуют пять главных религиозных обязанностей правоверных мусульман, пять столпов ислама — шахада (исповедание веры), Намаз (молитва), закят (очистительная милостыня в пользу бедных), ураза (пост) и хадж (паломничество).
Ислам стал мировой религией в результате арабских завоеваний VII—IX веков, в ходе которых были исламизированы обширные территории Передней Азии, Северной Африки, Ирана, Центральной Азии, Закавказья и Северо-Восточного Кавказа. В результате завоевания в первой половине VIII века Пиренейского полуострова возникал очаг исламской цивилизации в Европе (аль-Андалус). В Арабском халифате сложилась мировая культура, ассимилировавшая различные культурные традиции, включая философско-научное наследие античности. Наибольшего развития арабо-мусульманская культура получила в IX—XII веках — «золотой век ислама».
Ислам представляет собой религию, которая больше затрагивает вопросы общественного порядка и закона, чем религиозных ритуалов или мифов. В современных мусульманских странах ислам играет большую роль в жизни верующих. По сути, он является идеологией не только религиозной, но и светской жизни, определяя ценности и характер гражданского поведения людей. В 28 странах мира ислам является государственной или официальной религией.
Большинство мусульман (85—90 %) составляют сунниты, остальные — шииты, ибадиты. Направления делятся также на мазхабы.
Язык богослужения — арабский.
Ислам исповедуется на Ближнем и Среднем Востоке, в Северной Африке и Юго-Восточной Азии; мусульмане составляют религиозное меньшинство в Индии, Китае, на Балканах. Значительное число мусульман проживает в республиках, которые образовались на азиатских территориях бывшего Советского Союза. К началу XXI века значительные мусульманские меньшинства сформировались (в результате миграций) в Европе и Америке.
Понятие ислам может иметь различный объём: ислам — религия с корпусом доктрин, верований и практик, которые развивались на протяжении 1400 лет, имели разные проявления и подвергались разным толкованиям; также ислам представляет собой политическое образование, единое в начале своей истории, но ставшее более разделённым с течением времени; также это цивилизация, которая, несмотря на региональные и местные различия, имеет значительные элементы единства несмотря на многообразие. Унифицированная система религиозного образования, арабский язык в качестве общего для всего мусульманского мира языка культа, права и науки, глубокая зависимость общественных и культурных форм от предписаний религии сделали ислам основой своеобразной цивилизации, объединяющей различные народы.

## Формирование
Вместе с христианством и иудаизмом ислам относится к так называемым «авраамическим религиям», ревелятивной (богооткровенной) традиции. Авраамические религии своими корнями восходят к древнейшим формам ближневосточного монотеизма, в результате чего имеют общее в своей основе историко-мифологическое наследие и единую в принципе картину мира.
В ходе развития исламская мифология включила в себя элементы арабской мифологии, представлений этнически различных оседлых жителей оазисов и городов, мифологии этносов Южной Аравии, включая йеменскую мифологию, представления, мотивы и образы в представлениях завоёванных мусульманами этносов Ближнего Востока. Окончательные формы словесности и сюжетов сформировался преимущественно вне Аравии, в социумах, имевших богатые древние письменные традиции письменной культуры и развитую сословно-классовую структуру, включая Сирию, Ирак, Иран, Египет, Испанию. Исламская мифология отрицает языческую мифологию. Арабским историком второй половины VIII — начала IX века Хишамом ибн аль-Калби в «Книге об идолах» приведено большое число свидетельств о стихийном отказе от поклонения языческим божествам, нарушении языческих религиозных запретов. Исламская мифология в рамках своего историко-культурного контекста является органичной и оригинальной, она находится в одном типологическом ряду с иными мифологиями древности.
Предполагается, что имя Аллах стало именем божества, которое появилось уже в поздней древнеарабской мифологии как результат слияния верховных местных богов. Аллаха иногда отождествляли с единым богом стихийных аравийских монотеистов — ханифов. В Мекке Аллах, видимо, как Аллах-Хубал, был особо почитаем среди всех других богов. Последние обстоятельства, как и специфика этого божества («оторванность» от людей, несвязанность с определённой этнической группой, отсутствие посвящённых ему святилищ) и было использовано Мухаммадом, соединившим, таким образом, элементы доисламских верований и монотеизм мусульманской мифологии.
Ислам возник в начале VII века в Западной Аравии, в Мекке, где господствовало язычество. Каждое племя имело своих богов, идолы которых находились в Мекке. Этот период характеризуется постепенным разрушением патриархального родоплеменного строя и возникновением классового общества. Ислам формировался в условиях общего кризиса, языческого мировоззрения, наблюдавшего у кочевых и земледельческо-торговых обществ Северной Аравии. Быстрой исламизации региона способствовали распад к V – началу VII века существовавших ранее государств (Набатеи, Химьяра, Сабы, Пальмиры, царств Лахмидов, Гассанидов и Киндитов), захват кочевниками-скотоводами находившихся у границ оазисов, возникновение союзов оседлых жителей и кочевников, где росло влияние прорицателей (кахин), которые были известны ещё в доисламской Аравии. Многие языческие культы приходят в упадок, в то же время ряд племенных божеств получает общеаравийское значение (Аллах, аль-Лат, Манат, аль-Узза). В разделённой между племенами Внутренней Аравии особое значение получили «заповедные территории» (харам), которые сочетали функции святилища и места проведения ярмарок (мавасим) и обладавшие правом убежища. Одним из таких центров являлось место зарождения ислама Мекка.
Непосредственным предшественником ислама на Аравийском полуострове является автохтонный аравийский монотеизм (ханифия). Согласно складывающейся в настоящее время концепции, в доисламской Аравии существовали, вероятно, две относительно независимые арабские монотеистические традиции: «рахманизм» в Йемене и Ямаме и миллет/дин Ибрахим на северо-западе и западе Аравийского полуострова. В начале VII века обе эти традиции, видимо, слились, в результате чего появилось то, что было названо исследователями «аравийским пророческим движением». Рахманистская традиция, по-видимому, зародившаяся несколько позднее, чем северная авраамическая традиция, дала в VII веке, как минимум, двух монотеистических «пророков» — аль-Асвада в Йемене и Мусайлиму в Ямаме. Всего в эпоху Мухаммеда в Аравии действовало не менее пяти других аравийских пророков. Противники Мухаммеда не видели существенных различий между ним и другими «пророками» и поэтами (шаир), имевшими некоторое сакральное значение. Однако в идейном и политическом плане Мухаммед был личностью исключительной, что стало одной из важнейших причин успеха ислама.
Взгляды Мухамеда сложились под влиянием непосредственного контакта с представителями двух более ранних монотеистических религий и, в первую очередь, с евреями Аравийского полуострова. Основное положение ислама, согласно которому есть единый Бог, который сотворил мир и управляет судьбами людей, о том, что Аллах Милостив и Справедлив, Мухаммад воспринял от евреев. Подобно иудаизму, но в противоположность христианству в исламе подчёркивается совершенная трансцендентность Бога и отрицается какое-либо боговоплощение. Себя Мухаммад считал продолжателем миссии живших ранее великих пророков, которые оставили после себя боговдохновенные книги. Мухаммад в исламе считается последним из пророков, «печать пророков». Введённые Мухаммадом заимствования из ритуала иудаизма включали обращение в сторону Иерусалима при молитве, пост десятого дня первого лунного месяца (ашура), запрет употреблять свинину, который был введён наряду со специфическим для ислама запретом на употребление вина. Помимо еврейского религиозного законодательства, на Коран существенно повлиял аггадический материал мидрашей. Особое отношение Мухаммад проявил к Аврааму (Ибрахиму) — отцу Исмаила, считающегося родоначальником арабов. Ибрахим — первый, кто отвратился от идолопоклонства и признал истинного Бога. Жизнь Ибрахима Коран представляет соответственно аггадическому преданию (Быт. Р. 38:13), несколько видоизменённому и приближенному к обстоятельствам жизни самого Мухаммада (см. суры 6:74-82; 21:52-69; 22:43; 39:15-23; 37:81-95; 43:25-285 и др.). Аггадические мотивы присутствуют и в других сюжетах. Мухаммад относился с глубочайшим уважением к личности и учению Иисуса, однако не считал его сыном Божьим и подчёркивал в позднейших сурах, что Всемилосердный (рахман), то есть Бог, не имеет детей, но «у Него есть достойные почитания слуги» (см. сура 21:26-30). Фундаментальное сходство ислама и иудаизма заметно также в свойственном обоим религиям неразрывном соединении религии и закона. Как и в иудаизме после разрушения Храма, в исламе нет иерархии священников. Роль исламских профессиональных законоведов-теологов (факихов) подобна роли иудейских раввинов. Как и иудаизм, ислам сформировался на основе письменного закона (в исламе Коран), который был развит и дополнен позднее в системе устного закона, представленного, прежде всего, священным преданием (сунна). В хадисы перешло большое число еврейских поучений, афоризмов, этических предписаний. Во всех литературе хадисов, как и в легендах о пророках, отражено знакомство с Галахой и Аггадой, как их излагает талмудическая и мидрашистская литература. Фундаментальное сходство иудаизма с исламом не во всех случаях есть отражение прямого влияния первого на второй, но часто находит объяснение в том, что сходная религиозно-правовая структура этих религий повлияла на сходные пути их развития в последующие столетия.
Мухаммед был одним из активных мекканских ханифов. Он родился в Мекке, происходил из племени курайшитов, был пастухом, занимался караванной торговлей. В 610 году, в возрасте 40 лет, объявил себя посланником (расуль) и пророком (наби) единого Бога (Аллаха) и начал проповедовать в Мекке новую монотеистическую религию, названную им исламом. В своих проповедях Мухаммед призывал к вере в единого Бога, говорил о братстве верующих и соблюдении простых норм морали. Однако идеи Мухаммеда не встретили широкой поддержки у мекканской знати, которая отнеслась к нему враждебно. В 622 году Мухаммед вместе с немногочисленными приверженцами бежал от преследований многобожников из Мекки в Медину.
В Медине Мухаммед сплотил вокруг себя арабское население города и создал первую мусульманскую общину (умма). В течение восьми лет между мединскими мусульманами и мекканскими многобожниками шла ожесточённая борьба (газават), носившая ярко выраженную религиозную окраску. Учение Мухаммеда, осуждавшего ростовщичество и неравенство среди людей, способствовало росту популярности и быстрому распространению ислама. После завоевания мусульманами Мекки в 630 году ислам стал общеарабской религией, а Мекка превратилась в центр ислама.
Основообразующим слоем исламской мифологии является мифология Корана, где Мухаммедом даётся новое осмысление окружающей действительности. Согласно исламу, Коран вложил в уста Мухаммеда сам Аллах. Преимущественно состав Корана сложился после смерти Мухаммеда, в середине VII века. Другим основным источником изучения исламской мифологии является исламское священное предание ислама, сунна, которая основана на хадисах, представляющих собой повествования о жизни Мухаммеда, в которые включены также древние мифологические традиции. В исламскую мифологию Средних веков, развивавшуюся на основе Корана, в большом объёме вошли и иные мифологические сюжеты, персонажи и образы из местных мифологий. С VIII века на арабском языке развивались разнообразные области знания, по причине чего исламская мифология оказалась ограничена сферами священной истории, космогонии и эсхатологии. Большое число коранических и послекоранических персонажей с течением времени перешло также в фольклорные и литературные образы.
После смерти Мухаммеда образовалось теократическое государство — Халифат. В руках халифов сосредоточилась вся полнота светской и духовной власти. Первыми халифами были Абу Бакр, Умар, Усман и Али. После них Халифатом правила династия Омейядов (661—750) и Аббасидов (750—1258). Завоевательные войны, которые вело первое исламское государство в VII—VIII веках, привели к распространению ислама в странах Передней и Средней Азии, Северной Африки, части Индии и Закавказья. Через Турцию ислам также проник и на Балканский полуостров.
С точки зрения исламского богословия, первыми мусульманами были первые люди Адам и Хавва (Ева). К исламским пророкам относят Нуха (Ноя), Ибрахима (Авраама), Давуда (Давида), Мусу (Моисея), Ису (Иисуса) и других. Поэтому мусульмане считают пророка Мухаммеда не основателем ислама, а лишь последним пророком («Печатью пророков»), восстановившим истинную веру. Мусульмане называют иудеев и христиан «людьми Писания». Библейские истории о пророках, о сотворении мира и человека, о всемирном потопе и т. д. в немного трансформированном виде отражены в Коране.
Согласно одному из подходов, влияние христианства и иудаизма на раннем этапе формирования исламского вероучения несколько преувеличивается. Непосредственное влияние христианского и иудейского богословия может быть прослежено на рубеже VII—VIII веков, когда происходил процесс формирования проблемного поля исламского богословия, и мусульманским теологам пришлось отвечать на те же вопросы, которые возникали у их христианских и иудейских предшественников. Начиная с ранних этапов развития ислама прослеживается осознание исходного единства авраамического монотеизма, выраженное в проповедях пророка Мухаммеда. Основной идеей его проповедей было очищение истины единобожия (таухид) от искажений, внесённых иудеями, христианами и многобожниками. В раннем и классическом исламе никогда не было чёткой грани, разделяющей религию и право, в результате чего теоретически-богословским вопросам уделялось меньше внимания, чем политико-правовым.

## Основы религии
В основе мусульманского культа лежат пять главных культовых обязанностей (аркан ад-дин), сформулированных ещё при жизни пророка Мухаммеда: исповедание веры (шахада), молитва (араб. салят, перс. намаз), пост в месяц рамадан (араб. саум, перс. ураза), милостыня (закят — в размере 2,5 % от дохода) и паломничество в Мекку (хадж).
Некоторые богословы к пяти «столпам ислама» добавляют ещё одну обязанность — джихад (араб. «усилие», «борьба за веру»), выражающуюся в рвении, усердной деятельности по распространению ислама. В IX веке в исламской догматике утвердилось понимание пяти форм джихада: духовный джихад (внутреннее самосовершенствование на пути к Богу), джихад меча (вооружённая борьба с неверующими), джихад сердца (борьба со своими страстями), джихад языка (повеление одобряемого и запрещение порицаемого), джихад руки (дисциплинарные меры в отношении преступников).
Мусульманам вменяется в обязанность распространение своей религии, в том числе посредством меча, священная война против неверных — разновидность джихада, поскольку, согласно исламскому учению, ислам должен стать достоянием всего человечества, всемирной религией. После победы в Аравии ислам очень быстро распространяется в землях Азии и Африки; в течение столетия он становится господствующей религией на Ближнем Востоке, в Иране, в странах Средней Азии, Северной Африки и проникает в Европу, в Испанию. В настоящее время вооружённый вид джихада используется террористическими и экстремистскими группировками мусульман как идеологическое обоснование своей деятельности.

### Свидетельство веры
Исповедание веры (шахада) — это признание единства Бога и пророческой миссии Мухаммеда. Произнесение сакральной формулы шахады («Свидетельствую, что нет божества кроме Аллаха, и Мухаммед — посланник Аллаха», араб. Ашхаду ан ля иляха илля Ллаху, ва ашхаду анна Мухаммадан расулю Ллах) должно сопровождаться пониманием её смысла и искренней убеждённостью в её истинности. Чтобы стать мусульманином, достаточно с верой в сердце вслух произнести формулу шахады. Шахаду следует произносить при рождении ребёнка и перед кончиной, во время обязательной ежедневной молитвы и вне её.

### Молитва
Ритуальная молитва совершается в конкретное время по установленному ритуалу. Обязательная молитва совершается пять раз в день: утром, днём, в предвечернее время, вечером и ночью. Перед совершением намаза мусульманин должен совершить ритуальное омовение водой или чистой землёй. Молитвы совершают в закрытой одежде, обращаясь лицом к Мекке (кибла).
Каждую пятницу мусульмане посещают главные мечети для совершения особой совместной полуденной молитвы. Пятничное богослужение сопровождается проповедью, обычно морального, социального или политического содержания. Кроме обязательных молитв, в исламе имеется целый ряд необязательных молитв, совершаемых во время праздников, похорон, жизненных трудностей, после совершения омовения и перед входом в мечеть.
Средоточием религиозной жизни в исламе служит мечеть. В первые века существования ислама мечеть выполняла функции центра культурной и общественно-политической жизни мусульманской общины, совмещая функции молельного дома, религиозной школы, гостиницы, кафедры для обращений властей к народу, зала заседаний шариатского суда. Постепенно мечеть лишилась светских (политических и юридических) функций. В мусульманской традиции отсутствует обряд освящения здания мечети, но сакральный характер её пространства подчёркивает ритуал очищения верующих перед посещением мечети.

### Пост
Во время поста в Рамадан (9-й месяц мусульманского календаря), постящимся мусульманам с рассвета до заката солнца следует воздерживаться от любой пищи, питья, курения и иных чувственных наслаждений, включая супружескую близость. Постящимся желательно поесть за несколько минут до рассвета (сухур) и сразу же после захода солнца (ифтар). От поста освобождаются несовершеннолетние, больные, престарелые, беременные и кормящие женщины, путники и другие категории мусульман.
Священный характер месяца связан с тем, что в ночь 27 рамадана (Ляйлят аль-кадр) началось ниспослание Корана пророку Мухаммеду. Целью соблюдения поста является способствование пробуждению в мусульманине духовных начал и способности к физическому самоограничению. Кроме общеобязательного поста в месяц рамадан, в исламе имеются различные индивидуальные посты — по обету (назр), во искупление грехов (каффара) или из благочестия.

### Милостыня
Обязательная милостыня (закят) выплачивается ежегодно в пользу бедняков, неимущих, должников, путников и других нуждающихся. Размеры обложения разработаны в шариате и составляют 1⁄40 часть годового дохода для тех, кто имеет необходимую сумму (нисаб). Закят взимается с любого имущества и плодов земледелия, не предназначенных для удовлетворения личных нужд или ведения хозяйства. Ежегодно до наступления праздника Ураза-байрам каждый мусульманин обязан выплатить закят аль-фитр. Помимо обязательной милостыни, ислам поощряет и добровольное пожертвование — садака.

### Паломничество
Паломничество в Мекку совершается хотя бы один раз в жизни, если позволяют физические и материальные возможности. Паломничество совершается между 7-м и 10-м днями 12-го месяца зу-ль-хиджа. Оно состоит из посещения Заповедной мечети, холмов ас-Сафа и аль-Марва и других священных мест Мекки, а также в выполнении различных очистительных обрядов. В число рекомендуемых, но не обязательных действий входит посещение могилы пророка Мухаммеда в Медине. Совершивший хадж получает почётное звание хаджи и пользуется в мусульманском обществе особым уважением. Наряду с коллективным хаджем рекомендуется индивидуальное паломничество — умра, которое можно совершить в любое время года.

## Вероучение
В исламе отсутствует такой институт, как церковь, и догматика, подобная той, что есть в христианстве. Основные положения вероучения ислама изложены в Коране и сунне пророка Мухаммеда. С точки зрения мусульман, они представляют собой разные виды Откровения — исходящее от Бога («богоизречённое») и принадлежащее самому Пророку («боговдохновенное»). В суннизме сложилось своего рода каноническое вероучение, которое состоит из следующих принципов: вера в единого Бога, ангелов, Писания, пророков, Судный день и предопределение.
Ряд традиционных повествований, исламских мифов, в том числе мифы о сотворении мира и загробной жизни, ислам разделяет с другими авраамическими религиями. Кораническая картина мира теоцентрична и, в определённом смысле, антропоцентрична. Исламская антропология, в отличие от христианской, не придаёт особого значения «первородному греху», утверждая, что Бог простил Адаму и Еве их грех, что снимает необходимость в искупительном самопожертвовании Иисуса Христа.
Традиционная биография исламского пророка Мухаммеда общепризнана преимущественно исторической по своему характеру, а ислам меньше зависит от мифологии, чем иудаизм и христианство. Каноническое повествование включает в себя два ключевых сверхъестественных события: божественное откровение, в результате которого Аллахом был передан Коран, и исра и мирадж — ночное путешествие Мухаммеда в Иерусалим и его вознесение на небеса. Кроме того, исламские писания содержат ряд легендарных повествований о библейских персонажах, которые в некоторых деталях расходятся с еврейскими и христианскими традициями.

### Бог
По Корану, Бог (Аллах) — единый и всемогущий Творец всего сущего, не имеющий конкретного образа и являющийся в исламе единственным объектом поклонения. Бог является всеведущим и вездесущим, абсолютным владыкой мира. Милостивый и Милосердный Владыка непрестанно промышляет о своих творениях и постоянно опекает их, а с непокорными (неверующими, грешниками) Он грозен и суров. Каждая вещь свидетельствует о Его абсолютном единстве, премудрости и совершенстве.
Ислам настаивает на строгом единобожии (таухид). Вера в единственность Бога и покорность ему являются основой веры. Поклонение кому-либо ещё (ширк) является величайшим грехом. Ислам претендует на большую строгость и последовательность в проведении унитарного принципа, чем иудаизм и христианство. Ислам полностью отвергает такие христианские догматы, как Троица и Боговоплощение, видя в них отступление от истинного монотеизма. Из опасения перед идолопоклонством, ислам запрещает изображать не только Бога, но также людей и животных.

### Ангелы
Ангелы (малаика) — созданные из света существа, беспрекословно выполняющие волю Бога. Самые известные ангелы: Джибриль (Гавриил) хранит и несёт пророкам божественное Откровение; Микаил (Михаил) печётся о пропитании всех творений; Исрафил возвещает о наступлении Судного дня и воскресении из мёртвых; и Ангел смерти (Азраил) изымает души умерших. Раем ведает ангел Ридван, адом — ангел Малик. Считается, что каждому человеку приставлены ангелы-хранители и два ангела, записывающих все его поступки в книгу, которую он получит в Судный день.
Мир духов, помимо ангелов, составляют джинны и демоны (шайтан), главный из которых падший джинн Иблис (Сатана, Дьявол). Иблис отказался преклониться перед созданным Богом Адамом, за что Бог проклял его, но дал ему власть искушать людей до Судного дня.

### Священные писания
Божественное Откровение пророкам обычно получает форму Писаний. Ислам признаёт в качестве Священных Писаний Таурат (Тора), ниспосланный пророку Мусе (Моисею); Забур (Псалтирь) — Давуду (Давиду); Инджиль (Евангелие) — Исе (Иисусу Христу); Сухуф (Свитки), ниспосланный нескольким пророкам; Коран, ниспосланный пророку Мухаммеду. С точки зрения ислама, оригиналы Таурата, Забура и Инджиля не сохранились. Мусульмане считают, что дарованые иудеям и христианам Писания были искажены (тахриф), только оберегаемый Богом Коран сохранился в том виде, в котором он был ниспослан на Землю. Существующие Тора, Псалтирь и Евангелие не относятся к Священному Писанию в исламе. По учению ислама, после ниспослания Корана религиозные положения, которые содержались в Таурате, Забуре и Инджиле, были Аллахом отменены.
- Таурат — священное Писание, ниспосланное Аллахом пророку Мусе. Таурат упоминается в Коране почти всегда вместе с Инджилем. Согласно исламу, раввины и книжники запомнили только часть священной книги, исказили Таурат и приписали ему несуществующие запреты. В спорах пророка Мухаммеда с иудеями, Таурат как бы привлекается свидетелем в пользу пророка. Цитаты из Таурата в Коране иногда почти совпадают, иногда отдалённо напоминают псалмы (Забур). Исламское предание сообщает о том, что оригинал Таурата был сожжён и утерян во время завоевания Иерусалима Навуходоносором II. Оставшиеся отдельные повествования перемешались с иудейской народной традицией и, спустя много веков, были собраны в единую книгу. Эту книгу мусульмане не считают оригиналом Таурата, принесённого пророком Мусой[26].
- Забур (араб. زبور‎) — священное Писание, ниспосланное исламскому пророку Давуду (Давид). В исламе Забур считается вторым после Таурата и самым маленьким по объёму Писанием, ниспосланным Аллахом. Большинство исламских богословов считают Забуром Псалтирь. Пророк Давуд руководствовался шариатом Мусы, а Забур был призван ещё более укрепить шариат Мусы. Стихи (псалмы) Забура были ниспосланы в поэтическом стиле[27].
- Инджиль (араб. إنجيل ‎) — священное Писание, ниспосланное исламскому пророку Исе (Иисусу). Согласно Корану, Инджиль был ниспослан для подтверждения истинности Таурата. Первоначально Инджиль существовал лишь в устной традиции и лишь спустя несколько десятилетий после Исы появились первые его записи. Дошедшие до нашего времени тексты Евангелий лишь частично отражают смыслы первоначального Инджиля, являясь только пересказами некоторых деяний пророка Исы со стороны отдельных людей[28].
- Согласно исламскому преданию, Аллах ниспослал сто Свитков (сухуф), 21 из которых было ниспослано Адаму, 29 — Шису (Сифу), 30 — Идрису (Еноху) и по 10 Ибрахиму (Аврааму) и Мусе (Моисею)[4].
- Коран (араб. القرآن‎ от арабск. кара’а — чтение вслух, назидание) — главная священная книга мусульман. Коран считается несотворённым и вечным словом Божьим, который в течение 22 лет по частям был передан пророку Мухаммеду через ангела Джибриля[11]. При жизни Мухаммеда содержание Корана передавалось по памяти. После его смерти, по приказу Праведного халифа Усмана был составлен и разослан в разные концы Халифата письменный текст (мусхаф) Корана, объявленный каноническим. Текст Корана делится на 114 глав (сура), имеющими различное количество стихов (аят) — от 3 до 286. По разным вариантам счёта в Коране от 6204 до 6236 аятов. Порядок расположения сур происходит не по содержанию и не по времени их появления. Особо почитается первая сура — аль-Фатиха, которая часто произносится верующими в качестве молитвы. Большая часть Корана написана рифмованной прозой[11]. Все суры Корана (кроме 9-й) начинаются со слов: «Во имя Аллаха, милостивого, милосердного…»[19]. Священным является текст Корана только на арабском языке, а его переводы, по мнению мусульман, не могут передать истинный смысл.

### Пророки
Одно из центральных положений исламской догматики составляет учение о божественном откровении через пророков. Бог шлёт людям посланников, открывает через них свои таинства и волю, направляя на истинный путь, который ведёт к спасению в раю.
Пророки делятся на две категории: пророки (наби) и посланники (расуль). В Коране встречается имена 25 пророков, среди которых Адам, Муса (Моисей), Нух (Ной), ‘Иса (Иисус Христос) и др. Согласно одному из преданий, всего на землю было послано 124 тысячи пророков (наби), 300 из которых посланники (расуль). Каждый пророк посылался для проповеди к своему народу, и лишь миссия Мухаммеда обращена ко всем племенам и народам. Мусульмане считают, что учение предшествующих пророков было извращено их последователями, и поэтому только пророк Мухаммед является последним вестником истинной веры.

### Судный день
Согласно Корану, за Концом света, последует Судный день. Среди свидетельств его приближения называется исчезновение Каабы в Мекке, забвение Корана, появление Даджжаля (Антихриста), второе пришествие Исы и т. д.
Бог будет допрашивать людей, после чего все судимые либо низвергнутся в адский огонь (джаханнам), либо отправятся в райские сады (джаннат). Положение человека после смерти зависит от совокупности поступков, совершённых при жизни верующего. Мусульмане, неукоснительно соблюдающие все религиозные предписания будут вечно блаженствовать в раю, а грешники и неверующие будут мучиться в аду. Рай в Коране представлен в виде чудесного места, где все в изобилии: прекрасная еда, чистая прохладная вода и всевозможные наслаждения. Телесные удовольствия венчаются духовными, высочайшим из которых является созерцание Лика Божия. Грешников в аду ждут бесконечные пытки и муки от раскалённой смолы и огня. Пищей им служат плоды дерева Заккум, а питьём — прожигающий внутренности кипяток.
Заступничество пророков и праведников поможет освобождению или облегчению от адских мук. Грешные мусульмане после более или менее продолжительного пребывания в аду, по Божьей милости, перейдут в рай.

### Предопределение
Вера в Божественное предопределение с его добром и злом — один из основных догматов, согласно которому перед сотворением мира Бог заранее предопределил каждой вещи всё, что с ней произойдёт. Не существует ничего, что не зависело от воли Бога и ничто не может изменить ход развития событий, предначертанных Им. Вера в предопределение не должна приводить истинно верующих к фатализму и «списыванию» всех своих деяний на Бога. Каждый мусульманин обладает свободной волей и ответствен за свою деятельность.
Вера в бессмертие души предполагает существование особой субстанции (души), покидающей тело в момент смерти, и пребывающей до дня воскресения в определённом месте, которое носит название барзах. Согласно исламскому вероучению, неизбежно наступит «конец света», сроки наступления которого известны только Богу. После наступления конца света совершится воскрешение всех умерших для последнего справедливого Божьего суда. На суде Бог рассмотрит и по достоинству оценит все поступки каждого человека, после чего человек будет либо мучиться в аду, либо жить радостной жизнью в раю. В отличие от христианства, ислам считает, что каждый человек рождается безгрешным и на Страшном Суде он будет отвечать только за свои поступки.

## Доктрины

### Право
Шариат (с арабск. — правильный путь, закон, обязательные предписания) — комплекс закреплённых Кораном и сунной правил, сведённых в единую систему и регулирующих жизнь верующих во всех сферах: религиозную деятельность, нравственные поступки, экономические, политические, социальные, бытовые, семейно-брачные и т. д. взаимоотношения мусульман. В мусульманских странах нормы шариата имеют статус религиозного законодательства. В отличие от нормативных постановлений других религий, шариат учитывает обстоятельства жизни конкретного человека, что не делает нормативность шариата абсолютной.
 Страны со светским законодательством
 Шариат регулирует все сферы жизни
 Регулирует только вопросы семейного права
Составной частью шариата является мусульманское право. Первоначально все действия мусульман разделялись на запретное (харам) и одобренное (халяль), но к моменту окончательного формирования шариата действия были разделены на пять категорий (хукм):
- фард (ваджиб) — действия, выполнение которых считалось обязательным;
- мустахабб (суннат) — необязательные действия, выполнение которых считается желательными;
- мубах — дозволенные действия, совершение которых не предписывается, но и не запрещается;
- макрух — действия, которые признаются нежелательным (танзих) или запретным (тахрими);
- харам — строго запрещённые виды действия.

Как самостоятельная научная дисциплина складывалась теория и методология права — «усуль аль-фикх», в рамках которой формировалось учение о четырёх «источниках» права: двух «материальных» источниках — Коране и сунне; и двух «формальных» — консенсусе (иджма’) и суждении по аналогии (кияс). Помимо этого к источникам шариатского права относят мнение сподвижников Пророка, местные обычаи (урф, адат) и т. д.
Детально разработанные обрядовые и правовые запреты не дозволяют мусульманам употреблять в пищу свинину и мясо павших животных, алкогольные напитки, наркотики и другие одурманивающие средства. Запрещены азартные игры, расточительство и ростовщичество. Коран запрещает распространённый в доисламской Аравии обычай заживо хоронить новорождённых девочек, ограничивает кровомщение, запрещает самоубийство и убийство людей не по праву.

### Экономика
В мусульманских странах существуют налог от частной собственности (хумс), составляющий 20 % дохода, налог во время поста (закят аль-фитр) и налог от иноверцев (джизья).

### Социальная доктрина
Социальная доктрина ислама пронизана эгалитаризмом, солидаризмом, активизмом и антиаскетизмом. Пророк Мухаммед говорил: «Лучший из вас, не тот, который ради небесного пренебрегает земным, и не тот, который поступает наоборот; лучший из вас тот, который берёт от обоих». Следуя этой установке, мусульманская этика благословляет труд и богатство, отвергает безбрачие. В классическом исламе активистская ориентация нередко уживалась с догматом о Божественном предопределении. Большинство мусульманских богословов призывало прилагать все усилия для реализации своих намерений, для изменения существующего положения вещей, уповая на содействие Бога, а что окажется неподвластным человеку, то и следует стоически принимать как предопределённое. Со временем божественный детерминизм, в религиозном сознании мусульман, воспринимался преимущественно в духе бездеятельного фатализма и квиетизма.

### Политика
Классическая политическая теория ислама, сложившаяся в условиях Халифата, отстаивает единство религии и государства. Политический идеал халифата не является безусловно теократическим, из-за чего некоторые исследователи если и допускают использование эпитета «теократия», то обязательно с уточнениями типа «исполнительная», «охранительная» и даже «светская» теократия. Многие современные мусульманские реформаторы полагают, что власть в исламе может быть только светской, так как ислам не знает «духовной», священнической власти. В строгом смысле теократическая (а точнее, иерократическая) идея свойственна шиитам.

## Направления и ветви
Первый религиозно-политический раскол в исламе возник во второй половине VII века. Расхождения по вопросу о характере и преемственности власти в халифате привели к разделению мусульман на суннитов, шиитов (араб. «приверженцы», «партия») и хариджитов (араб. «выступать»). Сунниты признавали законность власти первых четырёх Праведных халифов, а шииты считали единственным законным главой мусульманской общины четвёртого Праведного халифа и первого шиитского имама Али (ум. 661), а после его смерти — его потомков (Алидов). Следствием этого раскола была гражданская война в Арабском халифате.
Начиная с VII века в исламском богословии возникает интерес к таким теоретическим проблемам, как: проблема веры, статуса человека, совершившего тяжкий грех, предопределения, соотношении божественной сущности и атрибутов, «сотворённости» Корана и т. д. Расхождения по этим вопросам привели к возникновению ряда направлений, среди которых выделяются сунниты, шииты, хариджиты, мурджииты и мутазилиты. В результате в исламе не было выработано официальной ортодоксии, а богословская полемика оставалась на протяжении многих веков неотъемлемой частью исламской религиозной жизни. Сформировавшийся более или менее стихийным образом некий баланс взглядов и интересов, одной из характерных черт которого является существование множества локальных (региональных и этнических) интерпретаций ислама при сохранении общего духовного и цивилизационного единства мусульман.

### Сунниты
Суннизм является самым крупным направлением в исламе (около 85-90 % мусульман). Он выступает как «мажоритарный» ислам, выражая мнение и обычаи, теорию и практику большинства членов общины. Для суннизма характерна ориентация на «правильную» доктрину, являющуюся срединной между крайностями, а также конформизм (или прагматизм), установка на легитимизацию статус-кво, на узаконивание утвердившихся обрядов, верований и институтов. Суннитская теология, разработанная двумя школами калама — ашаритской и матуридитской, также развивалась как «срединная».
В VIII—XI веках в суннизме возникли юридические школы (мазхабы): ханафитский, маликитский, шафиитский и ханбалитский мазхаб. Несмотря на то, что по некоторым вопросам среди мазхабов есть разночтения, все суннитские мазхабы считаются легитимными и равнозначными. Самым распространённым из мазхабов (которого придерживаются около трети всех мусульман мира) является ханафитский мазхаб, официально принятый в начале XVI века в Османской империи и ныне преобладающий среди мусульман бывшего СССР. Ханбализм представляет собой одновременно и богословскую школу, а его приверженцы, особенно салафиты (ваххабиты), отличается неприятием инакомыслия, буквализмом в понимании священных текстов, нетерпимостью ко всякого рода новшествам, крайней строгостью в соблюдении религиозных обрядов и норм.

### Шииты
Шииты-имамиты (двунадесятники) признают 12 имамов из числа прямых потомков Али ибн Абу Талиба, последний из которых Мухаммад аль-Махди таинственно исчез в конце IX века. Исмаилиты разделились в середине VIII века при расколе шиитов по вопросу о преемнике Джафара ас-Садика; названо именем его рано скончавшегося старшего сына Исмаила, сына которого Мухаммада исмаилиты признали седьмым шиитским имамом. Шииты верят, что перед Страшным судом явится Махди и установит на земле равенство и справедливость. Шииты, как и сунниты, признают святость Корана, а в сунне признают собственные сборники хадисов. Кроме того шииты имеют собственные «священные писания» (ахбар), включающие хадисы об имаме Али. Местами поклонения у шиитов кроме Мекки являются иракские города Неджеф и Кербела, а также иранские города Кум и Мешхед. Наиболее влиятельными духовными лицами у шиитов-имамитов считаются крупные муллы (муджтахиды), среди которых самые авторитетные удостаиваются звания аятолла и великий аятолла.
Шииты признают законными временный брак (мута) и практикуют благочестивое скрывание своей веры (такия). Шиитам разрешено совершать в одно время полуденную и послеполуденную молитву, а также вечернюю и ночную молитву. Сунниты объединяют молитвы только во время путешествий.

### Ибадиты
Ибадизм исповедуют 1,45 миллиона мусульман по всему миру (~0,08 % всех мусульман), большинство из них живут в Омане. Ибадизм часто ассоциируется и рассматривается как умеренная разновидность хариджизма, хотя сами ибадиты отказываются признавать себя хариджитами. В отличие от большинства групп хариджитов, ибадизм не считает грешных мусульман неверующими. Некоторые ибадитские хадисы, например из сборника Муснад имама ар-Раби ибн Хабиба аль-Фарахиди, содержат уникальные рассказы из ранней истории ислама, но большинство ибадитских хадисов также можно найти в стандартных суннитских сборниках, современные ибадиты часто одобряют все стандартные суннитские сборники.
Такие хариджитские общины как аджрадиты, азракиты, маймуниты, надждиты, язидиты и др. потеряли былую силу и в настоящее время практически не действуют.

### Суфизм
Суфизм представляет собой мистическое и эзотерическое направление в исламе. Суфийское движение возникло ещё при Омейядах, и первоначально принимало аскетические формы, выражавшие социальный протест против резкой дифференциации мусульманской общины, роскошной и праздной жизни господствующей верхушки. В VIII—IX веке суфизм вылился в течение, ориентирующееся на мистическое богопознание и противопоставляющее себя схоластицизму богословия, ритуализму и юридизму фикха. В последующие два века разрозненные суфийские общины и обители начали объединяться в дервишские ордены или братства (тарикат), которые имели собственные системы мистической практики, обрядов инициации и инвеституры, внешних знаков отличия. Благодаря деятельности тарикатов суфизм с XIII века превратился в основную форму «народного» ислама.
Согласно суфийскому учению, каждый человек способен добиться общения с Богом путём самоотречения, аскетизма и молитв под руководством духовного наставника.
Суфизм состоит из 4 этапов:
1. шариат — неукоснительное исполнение исламских законов;
2. тарикат — период послушничества в роли ученика, стремление подчинить свою волю — воле учителя и Бога;
3. марифат — внеопытное знание, достигнутое иррациональным путём;
4. хакихат — постижение Божественной истины[4].

Важным элементом суфийской практики является зикр, во время которого осуществляется многократное повторение молитвенных формул. Зикры бывают тихими (хафи) и громкими (джахр), в том числе с использованием музыки и барабанов.

### Коранизм
Корани́зм, или также корани́ты (араб. قرآنيون‎ или أهل القرآن‎) — исламское течение, представители которого считают Коран единственным каноническим текстом в исламе.
Коранисты считают, что Коран ясен, полон и что его можно полностью понять без обращения к хадисам и сунне. Поэтому они используют сам Коран для толкования Корана, экзегетический принцип, известный как тафсир аль-Коран би аль-Коран. Кораниты отвергают религиозный авторитет хадисов — преданий о словах или действиях Мухаммада, кодификация и записывание которых привели к появлению отличных друг от друга версий сунны среди шиитов, ибадитов и суннитов.
Хотя оппоненты называют их «коранитами» (араб. قرآنيّون‎‎), сами кораниты предпочитают именовать себя «мусульманами». Помимо основного названия, некоторыми мусульманами именуются как «отрицатели хадисов» (араб. منكروا الحديث‎‎).
Во много коранизм близок или схож с безмазхабностью. В XXI веке коранистская позиция в отношении хадисов приобрела популярность среди мусульман-модернистов, которые отвергают хадисы, которые, по их мнению, противоречат Корану. По утверждению религиоведа Резы Аслана, коранизм является одним из самых быстрорастущих движений в исламе.

## Богословие
В тесной связи с исламским правом развивались такие религиозные дисциплины, как коранистика (особенно экзегетика) и хадисоведение. Из потребности в более глубоком осмыслении богооткровенных данных родилась спекулятивная теология — калам. Главными проблемами калама стал вопрос о соотношении Божественных атрибутов и божественной сущности, а также о предопределении и свободе воли. В результате ассимиляции античной философии, особенно аристотелизма, возник арабоязычный перипатетизм, крупнейшими представителями которого были аль-Фараби, Ибн Сина (Авиценна) и Ибн Рушд (Аверроэс).

### Фикх
До первой половины VIII века система общественных, в том числе юридических, норм мусульманского государства состояла преимущественно из норм, имевших доисламское происхождение и продолжавших действовать. Правовая система халифата первоначально восприняла те или иные элементы римско-византийского, сасанидского, талмудического, восточно-христианского права, отдельные местные обычаи завоёванных арабами территорий, многие из которых были позднее исламизированы и включены в фикх.
В VIII — первой половине IX века в фикхе-юриспруденции складывались свой язык и методология; основными источниками правовых решений стали Коран и сунна. Самостоятельным источником правовых решений было признано единогласное мнение мусульманской общины — иджма. Был сделан вывод, что из Корана и сунны факихи должны извлечь ответы на любые практические вопросы, и постепенно сложились приёмы такого извлечения (аль-истинбат). Они были положены в основу иджтихада. Были установлены условия формулирования новых норм по аналогии путём извлечения ratio legis (иллях) из уже известных решений, таким образом был признан ещё один источник правовых решений — кияс. Признание кияса знаменовало собой появление особого направления фикха — «усуль аль-фикх».
Примерно в X веке фикх-юриспруденция окончательно сложился в качестве самостоятельной религиозной дисциплины. В IX—X веках образовались четыре основных суннитских мазхаба: ханафитский, маликитский, шафи’итский и ханбалитский. В шиитском исламе в настоящее время действуют джа’фаритский (имамитский), зейдитский, и исма’илитский мазхабы. Учение каждого из мазхабов изложено в произведениях, большинство из которых написано в раннее и классическое средневековье основателями мазхаба, их ближайшими учениками и последователями.
С середины IX века в суннизме постепенно стала утверждаться идея о том, что только крупные правоведы прошлого имели право на иджтихад. В середине X веке был достигнут молчаливый консенсус, который делал невозможным появление новых мазхабов со своей системой способов формулирования правовых решений (фатва). Необходимость следовать учению определённого мазхаба получило название таклид. С этого времени развитие фикха продолжалось в рамках признанных мазхабов.
Во второй половине XIX века в правовых системах наиболее развитых исламских стран фикх-право уступил ведущее место законодательству, скопированному преимущественно с западноевропейских образцов. В результате фикх сохранил свои позиции главным образом в регулировании отношений личного статуса. Для развития фикха-юриспруденции во второй половине XIX — начале XX века. было характерно появление трудов в форме законопроектов, которые готовились по поручению властей, но не получили государственного признания.
Несмотря на то, что начиная со второй половины XIX века общей тенденцией было неуклонное падение роли фикха, в странах с преобладающей частью мусульманского населения до сих пор продолжают применяться в той или иной степени отдельные отрасли, институты и нормы фикха. В современных условиях фикх-юриспруденция сохранил своё значение формального источника права. В настоящее время конституции многих исламских стран признают главным источником законодательства основополагающие нормы фикха. Поэтому при подготовке соответствующего законодательства широко используются классические труды по фикху. С середины XX века получили широкое распространение труды юристов современного профиля по отдельным отраслям и институтам фикха-права. В современной литературе важное место занимают исследования, посвящённые сравнительному изучению фикха в целом и его отдельных отраслей и современного законодательства и других правовых систем.

### Акида
Мусульманское вероубеждение (’акида) представляет собой своеобразный фонд догматов, идей и представлений. Акида появилась в период активного сложения исламской догматико-правовой системы (VIII век), непосредственным предшественником которой явились написанные в жанре «опровержения» (радд) сочинения. В отличие от опровержений, носивших откровенно полемический характер, акида представляла собой сжатый, чёткий текст прокламативного характера, в котором изложены позиции догматической школы или отдельного автора в основных вопросах исламской догматики и права. Постулируемые в акиде положения предваряются формулами «необходимо уверовать в…» (аль-иман би...), «мы убеждены, что…» (на ’такиду) и подобными им.
Текст одной из первых акиды восходит к группе сирийских богословов (Умайя ибн Усман, Ахмад ибн Халид ибн Муслим, Мухаммад ибн Абдуллах), которые в начале VIII века выступили от имени суннитов с кратким изложением концепции веры. В период сложения основных догматических школ ислама (IX—XI века) появились такие известные книги по акиде, как «аль-Фикх аль-акбар» и «Китаб аль-васия», приписываемые имаму Абу Ханифе, «’Акида» ат-Тахави, а также ряд акид принадлежавших перу виднейших представителям мутазилизма. В середине IX века с серией акид выступили багдадские традиционалисты, наиболее известными из которых являются шесть акид Ахмада ибн Ханбала. В X — начале XI века создаются первые ашаритские акиды (Акида аль-Аш’ари), антитрадиционалистская — «аль-’Акида ан-Низамия» аль-Джувайни, маликитская — «ар-Рисаля» Ибн Абу Зейда аль-Кайрувани.
С IX века в акиды начали вводиться системы доказательств основных положений, которые включали особые «доксографические» части. Развитие исламской догматики и права в X века привело к появлению сводов, получивших мусульманской традиции название «акида» или «и’тикад». Эти своды включали изложение и обоснование главных догматических представлений, правовых, этических, ритуальных норм и правил. Наиболее значительные работы такого рода принадлежат аль-Ашари (X век), Ибн Батте (X век), аль-Газали (XI век), аш-Шахрастани (XII век), аль-Джилани (XII век), ан-Насафи (XIV век), Ибн Таймие (XIV век) и другим авторам.
Несмотря на появление развёрнутых сводов, простая и доступная краткая акида по-прежнему оставалась одной из главных форм публичного «провозглашения» основ веры. В XI веке она избирается для объявления «правоверия» от имени верховной власти («Кадиритский символ веры»).

### Тафсир
Сочинения, связанные с наукой о понимании и толковании Корана (’ильм аль-Кур’ан ва-т-тафсир), сыграли важнейшую роль в становлении исламской религиозной доктрины и отразили основные этапы идеологической и политической борьбы в арабо-мусульманском обществе. Согласно исламской доктрине, наилучшим знанием Корана обладал пророк Мухаммед, который разъяснял смыслы Писания своим сподвижникам. Сподвижники Пророка хранили в памяти обстоятельства произнесения многих аятов, причины полемики Пророка со своими оппонентами. Это наиболее древний пласт, который в той или иной форме вошёл в большую часть тафсира, отразившую действительную историю возникновения Корана. После смерти пророка Мухаммеда задачу толкования Корана решали его сподвижники. Среди сподвижников особым авторитетом в толковании пользовались ‘Али ибн Абу Талиб, Ибн ‘Аббас, Ибн Мас‘уд, Убайй ибн Ка‘б. Часть сподвижников толковала Коран только на основании слов Пророка. Другая часть (‘Умар ибн аль-Хаттаб, Ибн ‘Аббас и др.) наряду с этим приводила в доказательство своей правоты примеры из арабского языка и традиционной арабской поэзии.
Первоначально тафсир в основном бытовал в устной форме. Имамы мечетей часто комментировали отдельные аяты и суры после пятничной проповеди. Странствующие сказители и проповедники (куссас) обогащали толкования параллельным материалом, восходящим к иудео-христианской культурной среде (исраилият).
Развитие тафсира связано со сложением сунны пророка Мухаммеда. Во второй половине VIII века появились сборники хадисов, связанные с толкованием коранического текста, воплотившие принцип «сунна разъясняет Коран» (ас-сунна туфассиру ль-Кур’ан). Позднее появились специальные разделы в общих сборниках хадисов (например, в Сахихе) аль-Бухари. Начиная с X века, толкование Корана стало самостоятельной наукой и уже не рассматривалась в качестве части хадисоведения. В условиях запрета перевода Корана на другие языки комментарии, сопровождающие текст Священного писания, сыграли важную роль в ознакомлении с Кораном мусульман, незнакомых с арабским языком.
По мере развития науки тафсира, в мусульманском мире стали развиваться три основныме школы тафсира: мекканская школа, основанная Ибн ‘Аббасом (ум. 687); куфийская школа, основанная Ибн Мас‘удом (ум. 682); мединская школа, основанная Убайем ибн Ка‘бом (ум. 643). Помимо представителей этих школ, в других областях Халифата также были известные толкователи Корана (например, Даххак аль-Хорасани (ум. 723), Ата аль-Хузали (ум. 744), Ата аль-Хорасани (ум. 757) и другие).

### Хадисоведение
Сунна является вторым источником веры после Корана. Она изложена в рассказах о поступках и изречениях пророка Мухаммеда. Первые сборники хадисов начали собираться в ещё в I веке хиджры (VII век).
В различных течениях ислама авторитетными признаются свои сборники хадисов. Так, сунниты в качестве наиболее достоверных сборников хадисов считают сборники, составленные аль-Бухари (810—870), Муслимом (821—875), Ибн Маджей (824—887), Абу Даудом (817—889), ат-Тирмизи (824—892) и ан-Насаи (829—915).
Шииты считают авторитетными лишь хадисы, переданные потомками пророка Мухаммеда (Алидами) и некоторыми сподвижниками (Аммаром ибн Ясиром, Салманом аль-Фариси, Абу Зарром и др.). Каноническими сборниками хадисов у шиитов признаны труды аль-Кулайни (864—941), Ибн Бабавайха ас-Садука (923—991) и два сборника Мухаммада ат-Туси (966—1067).
На основе хадисов были составлены различные жизнеописания пророка Мухаммеда (сира).

### Калам
Спекулятивная дисциплина, которая даёт основанное на разуме толкование исламских догматов, называется каламом (‘ильм аль- калам). Обращение к разуму как к высшей инстанции при решении тех или иных вопросов объединяло калам с фальсафа. Различие же между поборниками калама (мутакаллимами) и фальсафа усматривалось в том, что первые за отправную точку своих рассуждений отталкивались от проблематики, специфической для этой религии, а вторые — исходили из античных моделей философствования. Сами «философы» (фаласифа) видели главное отличие своей науки от калама в методах рассуждения: в фальсафа используются аподиктические рассуждения, а в каламе — диалектические (в аристотелевском смысле этого термина). При ведении полемики мутакаллимы чаще всего прибегали к выведению из тезисов, принимаемых оппонентом, нежелательных для него либо абсурдных заключений (ильзам).
Калам возник и развивался первоначально в ходе дискуссий с различными религиозно-политическими группами (хариджиты, кадариты, джабариты, мурджииты), а также диспутов с представителями других религий (зороастризм, христианство). В этих спорах вырабатывался присущий каламу метод рассуждения, основанный на символико-аллегорическом толковании (та’виль) Корана и исключающий при аргументации тех или иных тезисов ссылки на религиозных авторитетов (таклид).
Основная проблематика калама (ядро калама) это:
- качества, необходимые для руководителя мусульман (халифа, имама);
- ответственность человека за свои деяния (свобода воли и предопределение)[45];
- квалификация человека как просто мусульманина (муслим), как истинно верующего (му’мин), как неверующего и как человека, совершившего тяжкий грех (сахиб аль-кабира);
- единство Бога (таухид) и соотношение его сущности и атрибутов;
- сотворённость или несотворённость Корана во времени[46].

К «тонкостям» калама (дакик аль-калам, латиф аль-калам) относились темы натурфилософского характера (движение и покой, субстанция и акциденции, атомы и пустота).

## Культура
В Арабском халифате сложилась мировая культура, ассимилировавшая различные культурные традиции, включая философско-научное наследие античности. Наибольшего развития арабо-мусульманская культура достигла в IX—XII веках. Этот период принято называть «золотым веком» ислама. После падения Аббасидского халифата под натиском монголов в 1258 году прежде единое исламское культурное пространство постепенно распалось на множество относительно самостоятельных ареалов — арабский, турецкий, иранский, индийский и др.

### Искусство
Исламское художественное творчество направлено главным образом на обслуживание исламского культа и обрядов. Оно сложилось и развивалось в процессе формирования религиозного сознания мусульман, испытав влияние художественного наследия предшествующих и сопредельных цивилизаций. Исламское искусство характеризуется типологической общностью и единством идеологических установок и эстетических принципов, выработанных на основе монотеизма.
Коран порицает идолопоклонство, однако произведения исламского искусства опровергают мнение о том, что ислам запрещает любые изображения живых существ, и свидетельствуют о развитии в исламских странах в различные эпохи отдельных видов изобразительного искусства. Тема запрета изображений животных и людей была предметом многовековых споров в кругах исламских богословов. Осуждение изображений со стороны одних богословов, например аль-Бухари, вызывало возражения у таких богословов, как ат-Табари и Абу-ль-Фариси, разъяснявших, что запрет касается не изображений как таковых, а их использования в качестве объектов поклонения.
Для мусульманского художника природа служит неисчерпаемым источником вдохновения как превосходное творение Бога. Отрицание представления Бога в зрительном образе и самой идеи внешнего сходства Бога с человеком или иным существом исключило изобразительное искусство из сферы пропаганды религиозных идей и из религиозной жизни мусульман. Убеждение о невозможности представить Бога в каком-либо конкретном образе («Не постигают Его взоры» — Коран, 6:103) имеет много общего с ветхозаветной идеей запрета «делать себе кумиров, изображающих что-либо» (Втор. 4:23). Художник-мусульманин обязан соблюдать религиозную этику, благодаря которой достигается совершенная красота (аль-джамаль аль-акмаль). Другим немаловажным критерием эстетического совершенства произведения исламского искусства является его целесообразность: красиво то, что приносит пользу. Эстетическое понятие танзим (араб. — «устройство», «организованность»), которое характеризует идеальную упорядоченность всех элементов произведения, пространство, должно иллюстрировать превосходно устроенный Творцом мировой порядок.
Сакрализация слова привела к религиозно-художественному осмыслению письменности. Степень овладения «наукой письма» (каллиграфией) стала критерием образованности, интеллектуальности и духовной красоты личности. Органично дополняющие друг друга или существующие неразрывно, каллиграфия и орнамент стали инструментами выражения исламского понимания красоты и основами пластичного творчества мусульман.
В основе традиционной исламской эстетической концепции лежит отношение к искусству как к форме практического знания. Средневековые исламские философы-рационалисты (аль-Кинди, аль-Фараби и др.) считали, что пространственные искусства, как и науки, начинаются с арифметики и геометрии, которые открывают дорогу к поискам гармонии и совершённых пропорций. Присущее мусульманскому видению двухмерная трактовка форм исключила из арсенала художника приёмов передачи третьего измерения (перспективы, светотени). Линейное (двухмерное) вневременное восприятие пространства отвечает и исламской религиозной концепции, которая устанавливает через священную ориентацию (кибла) прямую линию связи: человек — Бог.

### Исламская музыка
Исламская музыка — духовная музыка, исполняемая на публичных службах или частных молитвах, или, в более общем смысле, музыкальная традиция мусульманского мира. Сердцем ислама являются Передний Восток, Северная Африка, Балканы и Западная Африка, Персия, Центральная Азия и Южная Азия.
Поскольку ислам является многоэтническим мировоззрением, музыкальное самовыражение мусульман весьма разнообразно. Традиции коренных народов разных регионов оказали влияние на музыкальные стили, популярные сегодня среди мусульман. Слово «музыка» на арабском языке, языке ислама (mūsīqā), определяется более узко чем в английском или некоторых других языках, и «его концепция» была, по крайней мере, изначально «зарезервирована для светской художественной музыки; отдельные названия и концепции принадлежали народным песням и духовным песнопениям».
Якоб М. Ландау делает обобщение относительно исламской музыки: она «характеризуется весьма тонкой организацией мелодии и ритма», а «вокальный компонент преобладает над инструментальным». Он считает, что отдельному музыканту «разрешена и даже поощряется импровизация».

### Исламская поэзия
Исламская поэзия — форма поэзии или художественной декламации, написанная и прочитанная мусульманами. Исламская поэзия, в частности суфийская, была написана на многих языках, включая урду.
Жанры исламской поэзии включают:
- Газели, поэтическое выражение боли утраты или разлуки и красоты любви несмотря на эту боль[49][50];
- Гинаны, духовные гимны, которые читают исмаилиты;
- Касыда, письменная поэзия, часто переводимая как ода;
- Белый стих ( шир мусал ).

Известные мусульманские поэты: Саади, Маулана Руми, Хафиз Ширази, Рудаки и Низами. В английском языке исламская поэзия в настоящее время имеет тенденцию к свободной форме (без рифмы). Современные мусульманские поэты, пишущие на английском языке — Рафей Хабиб, Джоэл Хейворд, Дауд Уорнсби и Даниэл Мур. Известные поэтические стихи включают «Хосров и Ширин», «Лайла и Маджнун», «Бустан» и другие.

### Этика и ритуал
Нравственное учение Корана родственно библейскому. Добродетель (ихсан) считается неотъемлемой составляющей религии (дин) наряду с верой (иман) и признанием воли Божией (ислам).
Исламская семейная этика не приемлет безбрачия, возводя брак в религиозную обязанность. Коран разрешает мужчине иметь до четырёх жён, если он будет «одинаково справедлив к ним». Многожёнство встречается редко, а в ряде исламских стран ограничено законом. Исламский брак — это договор, а не религиозное таинство. Заключение брака обычно совершается в присутствии духовных лиц.
Обряды, связанные с рождением и смертью, различаются в зависимости от региона и эпохи, однако имеют общие черты. В течение нескольких дней после рождения новорождённому дают имя, ему остригают волосы, раздают за него милостыню и приносят жертву. Над мальчиком, до достижения им совершеннолетия, совершают обряд обрезания. Этот обряд происходит из аравийского доисламского обычая и выполняет роль инициации в исламском обществе. Похороны происходят, как правило, в день кончины усопшего. Тело умершего обмывают и заворачивают в саван. Над ним читают погребальную молитву. Тело опускают в могилу без гроба и укладывают лицом по направлению к Каабе.

### Святые места
Главные и общие для всех мусульман святыни сосредоточены в Мекке (Саудовская Аравия). Это прежде всего Кааба в центре Заповедной мечети (аль-Масджид аль-Харам), служащая духовным и культовым центром мусульман. Миллионы людей ежегодно совершают к ней паломничество. Первым строителем Каабы считается пророк Ибрахим, по другой версии — Адам. Второй по значению святыней является Медина, в которой находится Мечеть Пророка (Масджид ан-Набави) с его усыпальницей. Третьей по святости остаётся мечеть аль-Акса в Иерусалиме, построенная на месте Иерусалимского храма, в сторону которого мусульмане вместе с пророком Мухаммедом некоторое время обращали свои молитвы. По преданию, именно отсюда Пророком было совершено чудесное вознесение на небеса (мирадж). С Иерусалимом мусульманское предание связывает жития пророков, от Дауда и Сулеймана до Яхьи и Исы.
Имеется ряд второстепенных святилищ. Например, паломники посещают мечеть с гробницами Ибрахима, Исхака, Якуба и их жён в Хевроне (араб. Эль-Халиль). Шииты особо почитают города с гробницами своих имамов-мучеников: Эн-Наджаф и Кербелу (в Ираке), Мешхед и Кум (в Иране) и др. Для широких масс святынями служат усыпальницы древних пророков, видных богословов и праведников.

### Календарь и праздники
Мусульманское летоисчисление ведётся с года переселения пророка Мухаммеда и его сподвижников из Мекки в Медину (16 июля 622 г.). Календарь введён Праведным халифом Умаром в 639 году. Мусульманский календарь является лунным и состоит из 12 месяцев: мухаррам, сафар, раби аль-авваль, раби ас-сани, джумада аль-уля, джумада ас-сани, раджаб, шабан, рамадан, шавваль, зу-ль-када и зу-ль-хиджа. Самым благословенным месяцем года считается девятый — месяц поста рамадан. Месяцы зу-ль-када, зу-ль-хиджа, мухаррам и раджаб относятся к «запретным». Лунный месяц состоит из 29 или 30 дней. По этой причине мусульманский календарь ежегодно смещается относительно григорианского на 10-11 дней. Новый год начинается с первого числа месяца мухаррам. Новые сутки начинаются с захода солнца.
В исламе существуют два узаконенных праздника:
- Ураза-байрам (араб. ид аль-фитр) — праздник разговления по окончании месяца Рамадан.
- Курбан-байрам (араб. ид аль-адха) — праздник жертвоприношения во время хаджа. В этот день каждый мусульманин по возможности должен принести в жертву козу, овцу и т. п.[4]

Помимо этого, мусульмане празднуют день рождения пророка Мухаммеда (12 раби аль-авваль); путешествие в Иерусалим и вознесение Пророка (27 раджаб), ночь прощения (ляйлят аль-бараа) в середине месяца шабан, ночь предопределения (27 рамадан). В день ашура (10 мухаррам) шииты отмечают траур по имаму Хусейну («шахсей-вахсей»). Ашура сопровождается театрализованными шествиями, песнопениями, проповедями и самоистязаниями. Шииты также отмечают «праздник пруда» (ид аль-гадир) в память о дне, когда Пророк, как они полагают, назначил Али своим преемником около пруда Хумм.
Каждую пятницу мусульмане собираются в мечетях для совершения обязательной коллективной молитвы (джума-намаз). Этот день в мусульманских странах является выходным.

## Распространение
Регион традиционного распространения ислама охватывает Ближний и Средний Восток, Северную Африку, Центральную Азию, Северный Кавказ и часть Закавказья, Центральную Россию (Поволжье и Приуралье). За пределами региона традиционного распространения крупные мусульманские общины имеются в странах Западной и Южной Европы, Северной Америки, Тропической и Южной Африки. Мусульмане составляют большинство населения в 49 странах, а в 29 странах — влиятельные меньшинства. В 28 странах, среди которых Египет, Кувейт, Иран, Ирак, Марокко, Пакистан, Саудовская Аравия и др., ислам признан государственной или официальной религией. Подавляющее большинство мусульман проживают в Западной, Южной, Юго-Восточной Азии и Северной Африке. 31 % мусульман живут в Южной Азии; 20 % — на Ближнем Востоке и в Северной Африке; и 15 % — в странах тропической Африки. Значительные мусульманские общины также присутствуют в Северной и Южной Америке, Китае и Европе.
Примерно 12 % мусульман мира живут в Индонезии, самой густонаселенной стране с мусульманским большинством. В основном из-за более высокого уровня рождаемости ислам является самой быстрорастущей крупной религиозной группой в мире и, по прогнозам, к концу XXI века станет крупнейшей религией в мире.
Более трети мусульман-суннитов являются приверженцами ханифитской юридической школы. Они проживают в Южной и Средней Азии, Китае, Турции и других странах. Маликиты преобладают в странах Магриба и в Судане. Шафиитская школа получила распространение в Сирии, Индонезии и частично в Пакистане. Влияние ханбалитского мазхаба распространяется на население Аравийского полуострова. В шиизме распространён джафаритский мазхаб. В настоящее время приверженцы шиизма живут в основном в Иране, Ираке, Ливане, Йемене, Бахрейне и Азербайджане. Небольшие группы шиитов есть в Афганистане, Пакистане, Индии, Сирии и Таджикистане.

## Роль ислама в жизни восточных народов
В современных мусульманских странах ислам играет большую роль в жизни верующих. По сути, он является идеологией не только религиозной, но и светской жизни, определяя ценности и характер гражданского поведения людей.
Усиление роли ислама в жизни восточных народов западные специалисты объясняют следующими причинами:
1. Молодость. Возникнув значительно позже других религиозных систем, ислам не исчерпал своих возможностей и находится в расцвете сил.
2. Жизненность и гибкость. По мнению некоторых западных учёных, жизнеспособность ислама проявляется в том, что, несмотря на длительный период колонизации восточных стран, он выстоял и не сдал своих позиций. Гибкость ислама объясняется отсутствием централизованной организации духовенства, которая мешает оперативному и своевременному решению назревших проблем[60].
3. Тотальность. Под тотальностью понимается широкий охват исламом всех сфер жизнедеятельности верующих. Мусульманская религия является не только верой, но и экономическим и социальным устройством, управлением, бытом и семьёй. Ислам выступает как образ жизни, всецело определяющий мировоззрение и поведение людей[60].
4. Простота и доступность. Простота ислама проявляется в его несложных догматах и культе, а также в учёте местных условий.
5. Фанатизм и воинственный характер. По мнению западных исламоведов, воинственный характер ислама и его стремление к мировому господству объясняет борьбу восточных народов против колониализма[60].
6. Идея «завершения пророчества». Идея о том, что пророк Мухаммед был последним посланником Бога на земле и принёс человечеству окончательную истину, свидетельствует об особом положении ислама сравнительно с другими религиями и исключительности мусульман как избранного народа[60].
7. Аутентичность. По мнению западных специалистов, аутентичность ислама — это полное выражение мусульманской религии в личности мусульманина[60].

## Критика
На протяжении истории ислам критикуется как со стороны представителей других религий (язычество, христианство, иудаизм), так и атеистами и агностиками. Предметом критики могут быть исламское вероучение, правовые положения, традиции мусульманских народов и т. д. Ответ со стороны мусульман на такую критику называется исламской апологетикой (дифа’ийя).

## Реформация
В середине XIX века в исламском мире начался процесс, который многие исследователи назвали «мусульманской реформацией». Она касалась различных аспектов мирской жизни и почти не затрагивала собственно богословских вопросов. Обретение независимости исламскими странами поставило перед ними выбор путей социально-экономического и политического развития. В исламском мире появились многочисленные концепции так называемого «третьего пути», единственно приемлемого для мусульманских стран. Созданные на его основе концепции «исламского государства», «исламской экономики», «исламского социализма» и т. д. представляют собой модернизацию политических и социально-экономических доктрин классического ислама, учитывающих специфику конкретных стран.
- Мусульмане всех стран составляют единую общность — «умму». Независимо от страны проживания они тянутся друг к другу как братья по вере. Отсюда различные панисламистские концепции, которые пропагандируют объединение всех мусульман мира в единое государство (Халифат)[60].
- В конце 70-х годов получила распространение концепция «исламского государства», которая предполагает практическую реализацию государственно-правовых норм шариата[61].
- Концепция «исламской экономики» подразумевает осуществление зафиксированных в Коране принципов социальной справедливости, обеспечение защиты интересов собственников и государства в целом. Теоретики «исламской экономики» считают, что установлению социальной справедливости способствуют такие исламские нормы, как обязательная милостыня, добровольная милостыня, запрещение ростовщичества и осуждение чрезмерного накопительства. Эти идеи воплотились в создании исламских банков и страховых компаний, в программах образования «общеисламского рынка» и «исламской валютной зоны»[61].
- В 50—70-х годах активно разрабатывалась концепция «исламского социализма», являвшаяся компонентом политических движении различной социальной направленности. Она предполагает синтез традиционных исламских постулатов и демократических принципов Запада[61].

- Концепция «исламской солидарности» осуществляет идеи межгосударственного единства на религиозной основе. Она обрела своё практическое воплощение в деятельности мусульманских международных организаций, первая из которых — «Всемирный исламский конгресс» — возникла в 1926 году[61]. Самой влиятельной из мусульманских международных организаций является созданная в 1969 г. Организация исламского сотрудничества (Организация исламской конференции) и объединяющая 43 государства[11].
- Одной из характерных черт современного ислама является модернизм. В различных сферах ислама происходит «очищение» от различного рода архаичных элементов, чрезмерных ограничений и излишних запретов. Модернисты выступают за эволюции ислама путём его реформ, переосмысления Корана и сунны, предписаний шариата и фикха. Они утверждают, что научные достижения представляют собой проявление мудрости Бога и подтверждают истинность Корана[62].
- Исламские традиционалисты (ортодоксы) упорно отстаивают неприкосновенность всех взглядов, обрядов и догм в их первозданном виде[62].
- В современном исламе наблюдается тенденция фундаментализма (возрожденчества), провозглашающего в качестве цели восстановление в современной жизни мусульман институтов и норм раннего ислама. Фундаменталисты предлагают восстановить ислам в «первозданной чистоте» и очистить его от позднейших наслоений. Идейные истоки фундаменталистского учения следует искать в ваххабизме, который признаёт авторитет исключительно Корана и сунны. Ваххабиты непримиримо относятся к отступлению от принципов единобожия, идолопоклонству и почитанию могил святых и т. д. Они объявили серьёзным нарушением паломничество к святым местам, в том числе к могиле Пророка, а также запретили взывать о помощи (истигаса) и просить заступничества у кого-либо, кроме Бога[62].

## Взаимоотношения с другими религиями
В целом ислам относился к другим религиям, основанным на Писании, довольно терпимо, особенно в сравнении со средневековым христианством. Суровые гонения на иноверцев происходили сравнительно редко и лишь в некоторых мусульманских странах.
Как и в случае с христианством, отношения между иудаизмом и исламом восходят к самому основанию новой веры. Евреи фигурируют в исламской теологии. Согласно исламскому учению, евреев «постигли унижение и бедность» (аль-Бакара 2:61 (Кулиев)); они были главными противниками пророка Мухаммеда наряду с идолопоклонниками, и являлись вероломной группой. Но это были люди, получившие подлинное божественное откровение, подобно христианам и зороастрийцам, и, как и последние, заслуживали терпимости, пока принимали статус подчинённых мусульманской власти данников-зимми, лиц, находящихся под защитой исламского закона. Условия такой жизни могли быть лучше или хуже в разных местах и в разные периоды истории. Хотя образ евреев в целом был ещё более негативным и снисходительным, чем образ христиан, они имели такой же правовой статус в исламской социальной системе. Средневековые арабские богословы посвятили иудаизму лишь очень небольшую часть своей полемики против других религий. В исламском мире не было ничего, что могло бы сравниться по объёму с христианской церковной литературой Adversus Judaeos и мало что может быть сопоставлено по уровню негативного отношения к евреям.
На протяжении всего Средневековья большинство евреев мира жило в исламском мире, и вспышки насилия против них были относительно редки. Принудительные обращения и массовые изгнания на протяжении всей исламской истории были ещё более редкими, чем погромы. Эта ситуация соответствовала кораническому предписанию «нет принуждения к вере» (Сура 2:256). Антиеврейские беспорядки стали более частым явлением только в XX веке в арабских частях мусульманского мира.
Мусульманская полемика с иудаизмом и евреями включает сравнительно небольшое число работ. Наличие во владениях мусульман больших масс подданных-христиан и угроза исламу со стороны христианских государств вели к тому, что исламская полемика была направлена преимущественно против христианской религии.

## Производные религии
Верования некоторых народов, таких как друзы, берегваты и ха-мим, либо возникли из ислама, либо разделяют определенные вероучения с исламом, и иногда возникает спор о том, является ли каждое из них отдельной религией или сектой ислама. Язданизм рассматривается как смесь местных курдских верований и исламской суфийской доктрины, введенной в Курдистан шейхом Ади ибн Мусафиром в XII веке. Бабизм происходит от шиитов-двунадесятников, переданных через Сейида Али Мухаммада Ширази аль-Баба, в то время как один из его последователей Мирза Хусейн Али Нури Бахаулла основал веру Бахаи. Сикхизм, основанный Гуру Нанаком в конце пятнадцатого века в Пенджабе, в основном включает в себя аспекты индуизма с некоторыми исламскими влияниями.